# Góra pod morzem
Góra pod morzem (ang. The Mountain in the Sea) – debiutancka powieść fantastyczno-naukowa amerykańsko-kanadyjskiego pisarza Raya Naylera, wydana w  2022 nakładem wydawnictwa MCD. Polska edycja ukazała się w 2023 nakładem Wydawnictwa Mag w tłumaczeniu Michała Jakuszewskiego. Książka pojawiła się w ramach serii wydawniczej Uczta Wyobraźni. 
Powieść opowiada o pierwszym spotkaniu z obcymi – nowo odkrytym, inteligentnym gatunkiem ośmiornic, który posiada własny język i kulturę.

## Nagrody
| Rok  | Nagroda                                          | Wynik     | Źródło |
| ---- | ------------------------------------------------ | --------- | ------ |
| 2022 | Nagroda Nebula za najlepszą powieść              | nominacja | [ 3 ]  |
| 2022 | Ray Bradbury Prize                               | nominacja | [ 4 ]  |
| 2023 | Kitschies w kategorii Golden Tentacle            | nominacja | [ 5 ]  |
| 2023 | Nagroda Locusa za najlepszy debiut               | wygrana   | [ 6 ]  |
| 2023 | Brooklyn Public Library Literary Prize za fikcję | nominacja | [ 7 ]  |
| 2023 | RUSA CODES Reading List za fantastykę naukową    | nominacja | [ 8 ]  |